# خانه‌های شرکت نفت (شماره ۳۲۶)
منازل شرکت نفت (شماره ۳۲۶) مربوط به دوره پهلوی است و در آبادان، بریم شمالی، شماره ۳۲۶ واقع شده و این اثر در تاریخ ۱۷ اسفند ۱۳۸۱ با شمارهٔ ثبت ۷۹۴۶ به‌عنوان یکی از آثار ملی ایران به ثبت رسیده است.